# Top Gun: Maverick (Music from the Motion Picture)
Top Gun: Maverick (Music from the Motion Picture) è una colonna sonora dei musicisti tedeschi Harold Faltermeyer e Hans Zimmer e della cantante statunitense Lady Gaga, pubblicata il 27 maggio 2022 dalla Interscope Records.

## Descrizione
Si tratta della colonna sonora che i tre artisti hanno realizzato per il film Top Gun: Maverick diretto da Joseph Kosinski. Oltre alle otto composizioni sono presenti anche quattro brani interpretati da altri artisti: Danger Zone di Kenny Loggins, Great Balls of Fire di Miles Teller, I Ain't Worried degli OneRepublic e Hold My Hand di Lady Gaga stessa. Gli ultimi due brani sono stati inoltre estratti come singoli.

## Tracce
Musiche di Harold Faltermeyer, Lady Gaga e Hans Zimmer, eccetto dove indicato.
1. Main Titles (You've Been Called Back to Top Gun) – 2:30 (Harold Faltermeyer)
2. Kenny Loggins – Danger Zone – 3:36 (Giorgio Moroder, Tom Whitlock)
3. Darkstar – 3:01
4. Miles Teller – Great Balls of Fire (Live) – 1:55 (Otis Blackwell, Jack Hammer)
5. You're Where You Belong/Give 'Em Hell – 5:46
6. OneRepublic – I Ain't Worried – 2:28 (Ryan Tedder, Brent Kutzle, Tyler Spry, John Eriksson, Peter Morén, Björn Yttling)
7. Dagger One Is Hit/Time to Let Go – 5:06
8. Tally Two/What's the Plan/F-14 – 4:34
9. The Man, the Legend/Touch Down – 3:54
10. Penny Returns (Interlude) – 2:47
11. Lady Gaga – Hold My Hand – 3:35 (Lady Gaga, BloodPop)
12. Top Gun Anthem – 2:28 (musica: Harold Faltermeyer)

Traccia bonus nell'edizione giapponese
1. Canyon Dogfight – 3:20

## Classifiche

### Classifiche settimanali
| Classifica (2022)         | Posizione massima |
| ------------------------- | ----------------- |
| Australia                 | 11                |
| Austria                   | 7                 |
| Belgio (Fiandre)          | 18                |
| Belgio (Vallonia)         | 15                |
| Canada                    | 23                |
| Corea del Sud             | 60                |
| Croazia                   | 12                |
| Finlandia                 | 20                |
| Francia                   | 17                |
| Germania                  | 16                |
| Giappone                  | 4                 |
| Irlanda (compilation)     | 3                 |
| Italia                    | 74                |
| Lituania                  | 22                |
| Norvegia                  | 7                 |
| Nuova Zelanda             | 16                |
| Paesi Bassi               | 85                |
| Polonia                   | 19                |
| Portogallo (compilation)  | 1                 |
| Regno Unito (compilation) | 1                 |
| Repubblica Ceca           | 58                |
| Spagna                    | 57                |
| Stati Uniti               | 17                |
| Svizzera                  | 3                 |

### Classifiche di fine anno
| Classifica (2022) | Posizione |
| ----------------- | --------- |
| Austria           | 68        |
| Belgio (Fiandre)  | 138       |
| Belgio (Vallonia) | 144       |
| Stati Uniti       | 163       |
| Svizzera          | 29        |